# Igreja Reformada Unida no Congo
A Igreja Reformada Unida no Congo (IRUC; em inglês:  United Reformed Church in Congo, URCC; em francês:  Église réformée unie du Congo, ERUC) é uma denominação reformada continental na República Democrática do Congo, constituída em 2010, por um grupo de igrejas separadas da  Igreja Reformada Confessante no Congo.
Em 2017, a denominação era formada por 14.657 membros, em 181 igrejas.

## História
Em 1978, o Rev. Aron R. Kayayan iniciou um programa de rádio evangelístico, apoiado pela Igreja Reformada Neerlandesa (NGK) e Igreja Cristã Reformada na América do Norte. Como resultado, em 1984, foi formada a Igreja Reformada Confessante no Congo (IRCC).
Em 2008, um grupo de membros solicitou a realização de um sínodo, por acreditar que a denominação não estava seguindo o modelo presbiteriano de governo. Como as reivindicação não foram atendidas, parte dos membros da IRCC saiu da denominação e fundou a Igreja Reformada Unida no Congo, registrada no Ministro da Justiça da República Democrática do Congo em 17 de fevereiro de 2010.
O Rev. Karbongo Kalala Malebongo foi eleito o moderador da denominação.

## Doutrina
A denominação não permite a ordenação de mulheres e subscreve as Três Formas da Unidade ( Cânones de Dort, Catecismo de Heidelberg e Confissão Belga.

## Relações Inter-eclesiásticas
A igreja é membro do Conferência Internacional das Igrejas Reformadas e possui relacionamento com as Igrejas Reformadas na África do Sul, Igrejas Reformadas Liberadas, Igreja Reformada nos Estados Unidos, Igrejas Reformadas Unidas na América do Norte e Igreja Presbiteriana Ortodoxa.